# 7. duben
7. duben je 97. den roku podle gregoriánského kalendáře (98. v přestupném roce). Do konce roku zbývá 268 dní. Svátek slaví Heřman a Hermína.

## Události

### Česko
- 1348
  - Karel IV. vydal zakládací listinu pražské univerzity.
  - Karel IV. potvrdil nerozdělitelnost zemí českých, moravských a slezských
- 1878 – Českoslovanská sociálně demokratická strana, tehdy ještě odnož rakouské sociální demokracie, byla založena v hostinci U Kaštanu.
- 1952 – Na pražském letišti v Ruzyni přistál vojenský speciál z Indočíny s československými vojáky, kteří se zúčastnili bojů proti Viet-Minhu během indočínské války v řadách francouzské cizinecké legie.

### Svět
- 0451 – Attila vyplenil francouzské Mety.
- 0529 – Byzantský císař Justinián I. publikoval Codex Iustinianus.
- 1449 – Vzdoropapež Felix V. se vzdal papežského úřadu.
- 1498
  - Vasco da Gama na cestě do Indie doplul do Mombasy jako vůbec první Evropan
  - Rozvášněný dav přepadl klášter San Marco ve Florencii, kde se ukrýval fanatický dominikánský řeholník Girolamo Savonarola.
- 1521 – Magalhaesova flotila dorazila na filipínský ostrov Cebu.
- 1541 – Španělský zakladatel jezuitského řádu František Xaverský se vydal se třemi přáteli z portugalského Lisabonu do Goa. Stali se tak prvními římsko–katolickými misionáři, kteří cestovali do Indie.
- 1652 – Nizozemská komunita se usadila v Kapském Městě v Jihoafrické republice.
- 1724 – První provedení Janových pašijí Johanna Sebastiana Bacha na Velký pátek v kostele sv. Mikuláše v Lipsku.
- 1795 – Francouzský Konvent stanovil, že jeden metr je desetimiliontinou kvadrantu poledníku, který prochází pařížskou hvězdárnou. Ujednocení v otázce přesné délky metru podnítilo další rozvoj vědy a techniky.
- 1805 – V Divadle na Vídeňce proběhla veřejná premiéra Symfonie č. 3 Ludwiga van Beethovena.
- 1827 – John Walker, anglický chemik, prodal první zápalky, které před rokem vynalezl.
- 1831 – K abdikaci byl donucen brazilský císař Petr I., kterého měl ve funkci nahradit jeho teprve pětiletý syn Pedro II. Brazilský. Vlády se oficiálně ujal až v roce 1840, kdy byl prohlášen za plnoletého.
- 1906 – Hora Vesuv vybuchla a zdevastovala Neapol. Zemřelo přes 500 lidí.
- 1918 – Došlo k nevysvětlenému výbuchu německé vzducholodi LZ 104.
- 1926 – Violet Gibsonová provedla neúspěšný atentát na italského fašistického vůdce Benita Mussoliniho.
- 1927 – Bylo uskutečněno první veřejné televizní vysílání na dálku (z Washingtonu, D.C. do New Yorku).
- 1939 – Itálie napadla Albánii.
- 1944 – Z koncentračního tábora Auschwitz-Birkenau se podařilo utéct Rudolfu Vrbovi a Alfrédu Wetzlerovi. Zpráva, kterou po útěku napsali, se stala jedním z nejdůležitějších dokumentů informujících o nacistických koncentračních táborech.
- 1945 – Byla potopena japonská loď Jamato, jedna z největších bitevních lodí.
- 1948 – OSN založila Světovou zdravotnickou organizaci.
- 1956 – Španělská část Maroka vyhlásila nezávislost.
- 1963 – Vznikla Socialistická federativní republika Jugoslávie.
- 1968
  - Odstartovala sovětská vesmírná sonda Luna 14.
  - Jim Clark, skotský automobilový závodník a dvojnásobný mistr světa, zahynul při závodu v Hockenheimu.
- 1969 – Byl napsán první RFC dokument.
- 1978 – Prezident USA Jimmy Carter zastavil vývoj neutronové bomby.
- 1983 – V průběhu mise STS-6 (raketoplán Challenger) astronauti Story Musgrave a Donald Peterson uskutečnili první procházku ve vesmíru z raketoplánu.
- 1989 – Při havárii sovětské ponorky K-278 Komsomolets v Norském moři zahynulo 42 členů posádky.
- 1994 – V Kigali byla zavražděna rwandská premiérka Agathe Uwilingiyimana.
- 1995
  - Byl otevřen první úsek metra ve Varšavě.
  - Při masakru v čečenské obci Samaški zavraždili ruští vojáci asi 100 neozbrojených čečenských civilistů, hlavně starců, žen a dětí.
- 2001 – Do vesmíru byla vypuštěna sonda 2001 Mars Odyssey.
- 2015 – Forenzní vědci zahájili exhumace masových hrobů 1800 iráckých vojáků zavražděných ozbrojenci z Islámského státu ve městě Tikrít v červnu 2014.
- 2017 – Během teroristického útoku ve Stockholmu zavraždil útočník pět osob a desítky dalších zranil.

## Narození
Automatický abecedně řazený seznam viz Kategorie:Narození 7. dubna

### Česko

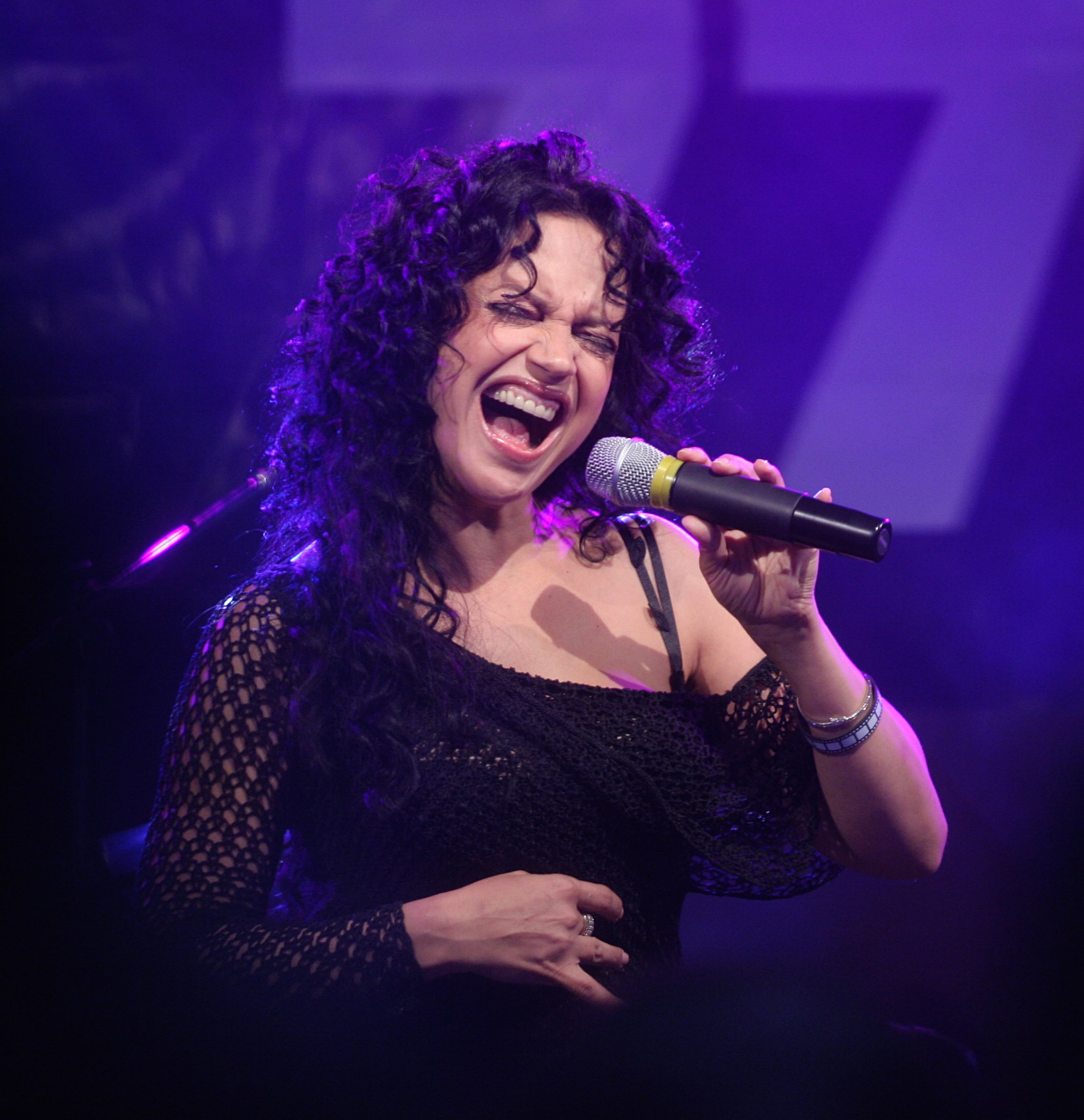
Lucie Bílá (* 1966)

- 1745 – Jiří Družecký, skladatel hobojista a tympánista († 21. června 1819)
- 1767 – Michael Schuster, česko-německý právník, vysokoškolský učitel a rektor Karlo-Ferdinandovy univerzity († 20. března 1834)
- 1795 – Ignaz Feigerle, rakousko-moravský biskup a teolog († 27. září 1863)
- 1808 – František Matouš Klácel, básník, novinář a filosof († 17. března 1882)
- 1811 – Lev Thun-Hohenstein, šlechtic a rakouský politik († 17. prosince 1888)
- 1818 – Antonín Skřivan, pedagog a odborník v oboru obchodu a účetnictví († 9. května 1887)
- 1833
  - Josef Scheiwl, malíř a ilustrátor († 10. června 1912)
  - Jan Rudolf Demel, pedagog a politik (†  1. října 1905)
- 1835 – Vilém Weiss, chirurg a pedagog († 2. července 1891)
- 1836 – Karl Korb von Weidenheim, předlitavský šlechtic a politik († 15. října 1881)
- 1844 – Friedrich Heidler, poslanec Moravského zemského sněmu († 6. dubna 1897)
- 1845 – Eduard Formánek, botanik († 9. srpna 1900)
- 1848 – Anton Gassauer, rakousko-český právník († 1. ledna 1916)
- 1860 – Rudolf Nováček, vojenský kapelník a skladatel († 11. srpna 1929)
- 1861 – Antonín Pikhart, překladatel ze španělštiny a katalánštiny († 13. prosince 1909)
- 1868 – Alois Stompfe, předseda české advokátní komory († 25. června 1944)
- 1871 – Václav Schuster, národohospodář a politik († 12. srpna 1944)
- 1877 – Albína Honzáková, představitelka českého ženského hnutí († 11. července 1973)
- 1878 – Viktor Stretti, grafik, malíř a ilustrátor († 5. března 1957)
- 1879 – František Nosál, generál († 29. srpna 1963)
- 1883 – Rudolf Richter, atlet-chodec, cyklista, sportovní funkcionář († 15. ledna 1962)
- 1889 – Jan Mikolášek, léčitel a znalec bylin († 29. prosince 1973)
- 1896 – Pavol Viboch, politik a člen protinacistického odboje († 29. května 1981)
- 1907 – Karel Sokolář, fotbalový reprezentant († 4. července 1970)
- 1908 – Adolf Parlesák, autor cestopisů a reportáží († 1. prosince 1981)
- 1909 – František Hudeček, grafik, ilustrátor a malíř († 13. května 1990)
- 1913 – Jindřich Klečka, ilegální radiotelegrafista ÚVODu († 4. října 1941)
- 1922
  - Karel Černý, filmový architekt a výtvarník († 5. září 2014)
  - Václav Valeš, místopředseda československé vlády († 25. června 2013)
- 1924 – Jaroslav Cejp, fotbalový reprezentant († 22. března 2002)
- 1926 – Miroslav Fiedler, matematik († 20. listopadu 2015)
- 1928
  - Miroslav Lamač, výtvarný kritik a historik umění († 7. ledna 1992)
  - Ivan Foustka, spisovatel († 2. února 1994)
  - Erich Einhorn, fotograf a publicista († 16. května 2006)
- 1929 – Jiří Bělka, televizní režisér († 19. září 1989)
- 1930 – Milan Šimečka, český a slovenský filozof a literární kritik († 23. září 1990)
- 1931 – Milan Paumer, člen antikomunistické odbojové skupiny bratří Mašínů († 22. července 2010)
- 1932
  - Antonín Líman, japanolog, překladatel a pedagog († 2. května 2018)
  - Petr Rada, písňový textař a básník († 25. dubna 2007)
- 1933 – Stanislav Vávra, básník a spisovatel
- 1935 – Milan Jíra, klavírista, hudební dramaturg, publicista, skladatel a dirigent
- 1936 – Vilém Mandlík, sprinter a ligový fotbalista († 6. října 2023)
- 1938 – Bedřich Velický, fyzik
- 1956 – Miroslav Ludwig, chemik, rektor Univerzity Pardubice
- 1962 – Miroslav Wanek, básník, skladatel a hudebník
- 1963 – Aleš Zimolka, rockový bubeník († 26. května 2012)
- 1966 – Lucie Bílá, zpěvačka populární hudby
- 1970 – Jiří Novotný, fotbalista
- 1980
  - Luboš Bartoň, basketbalista
  - Žaneta Peřinová, atletka a sportovní novinářka působící v České televizi
- 1981 – Hana Aulická Jírovcová, politička
- 1983 – Jakub Smrž, motocyklový závodník

### Svět

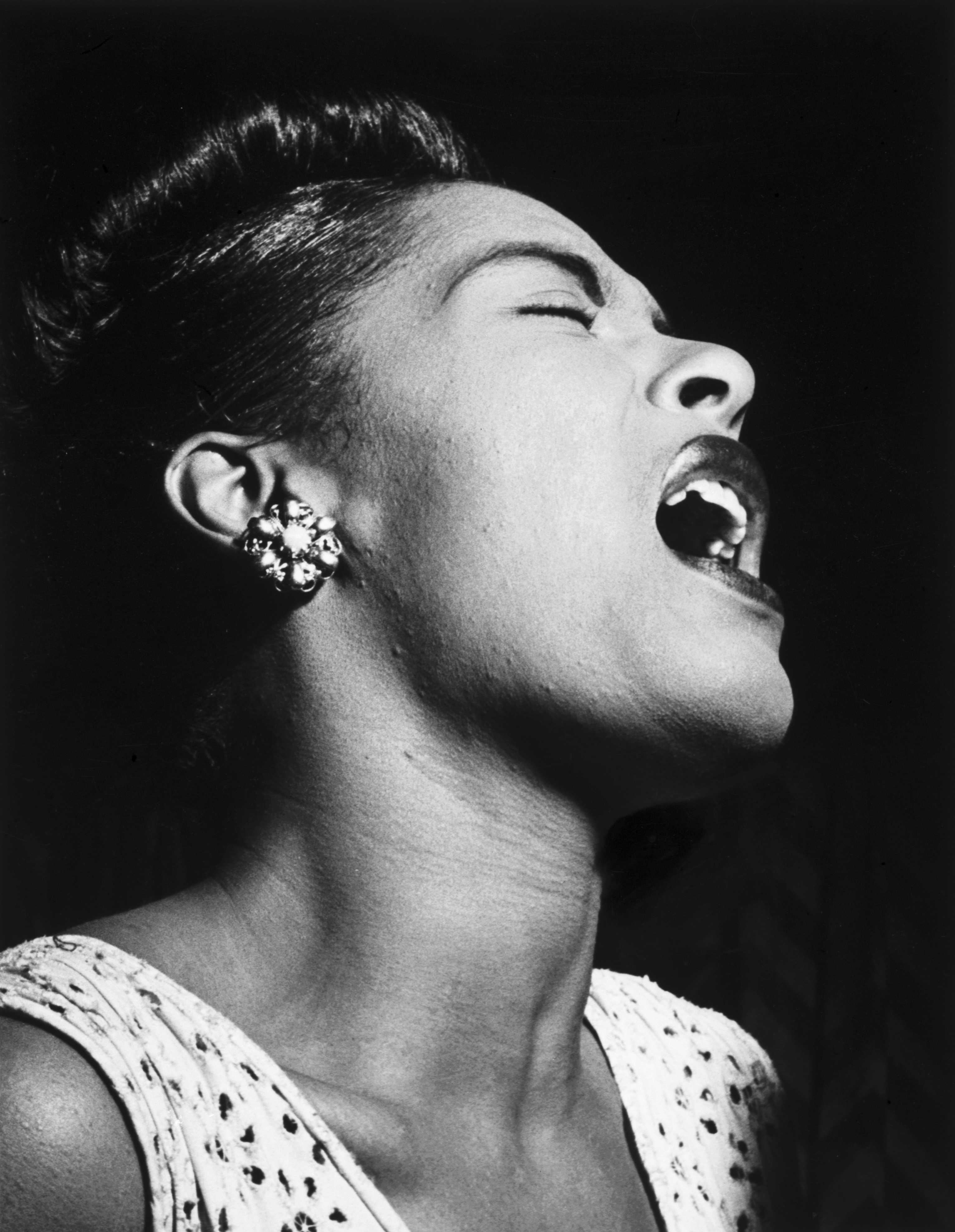
Billie Holiday (* 1915)

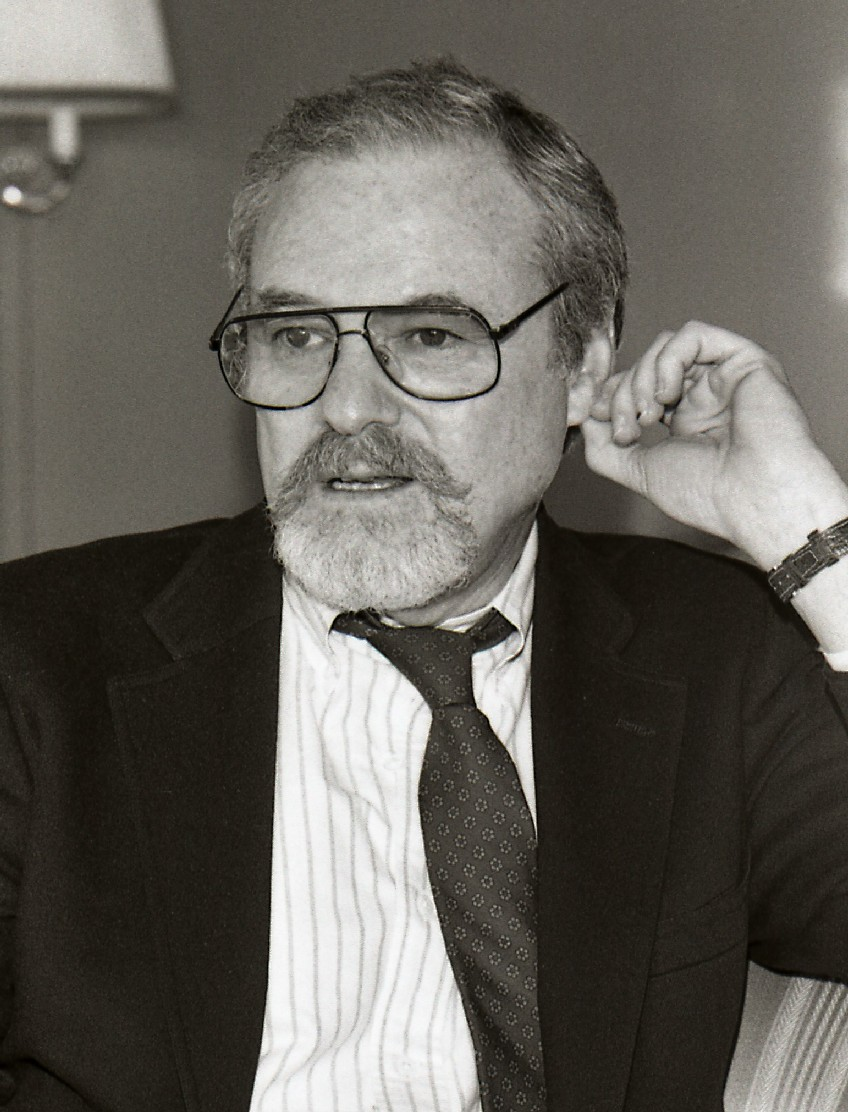
Alan Pakula (* 1928)

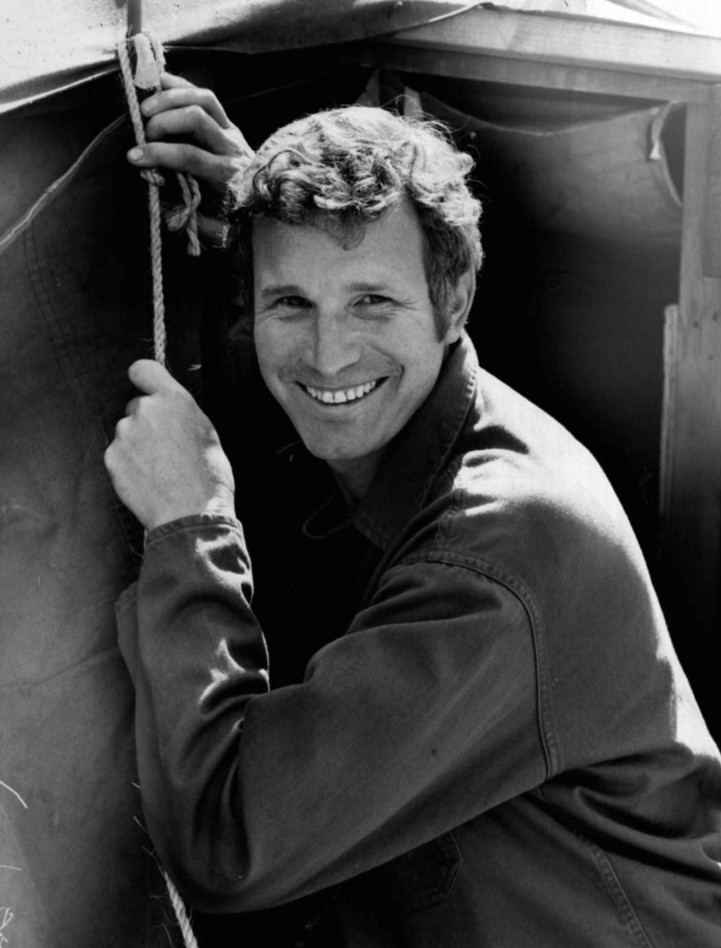
Wayne Rogers (* 1933)

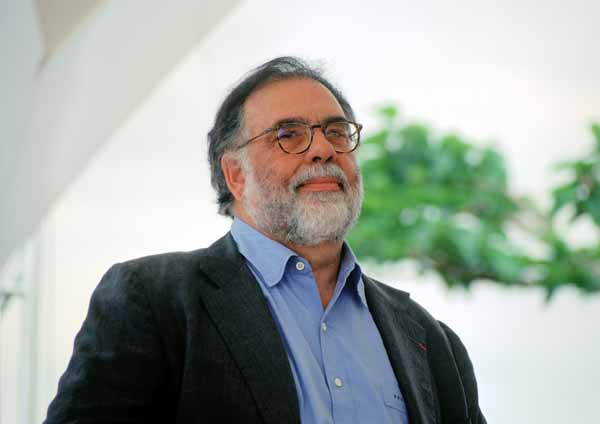
Francis Ford Coppola (* 1939)

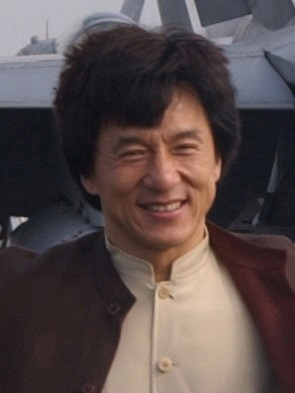
Jackie Chan (* 1954)

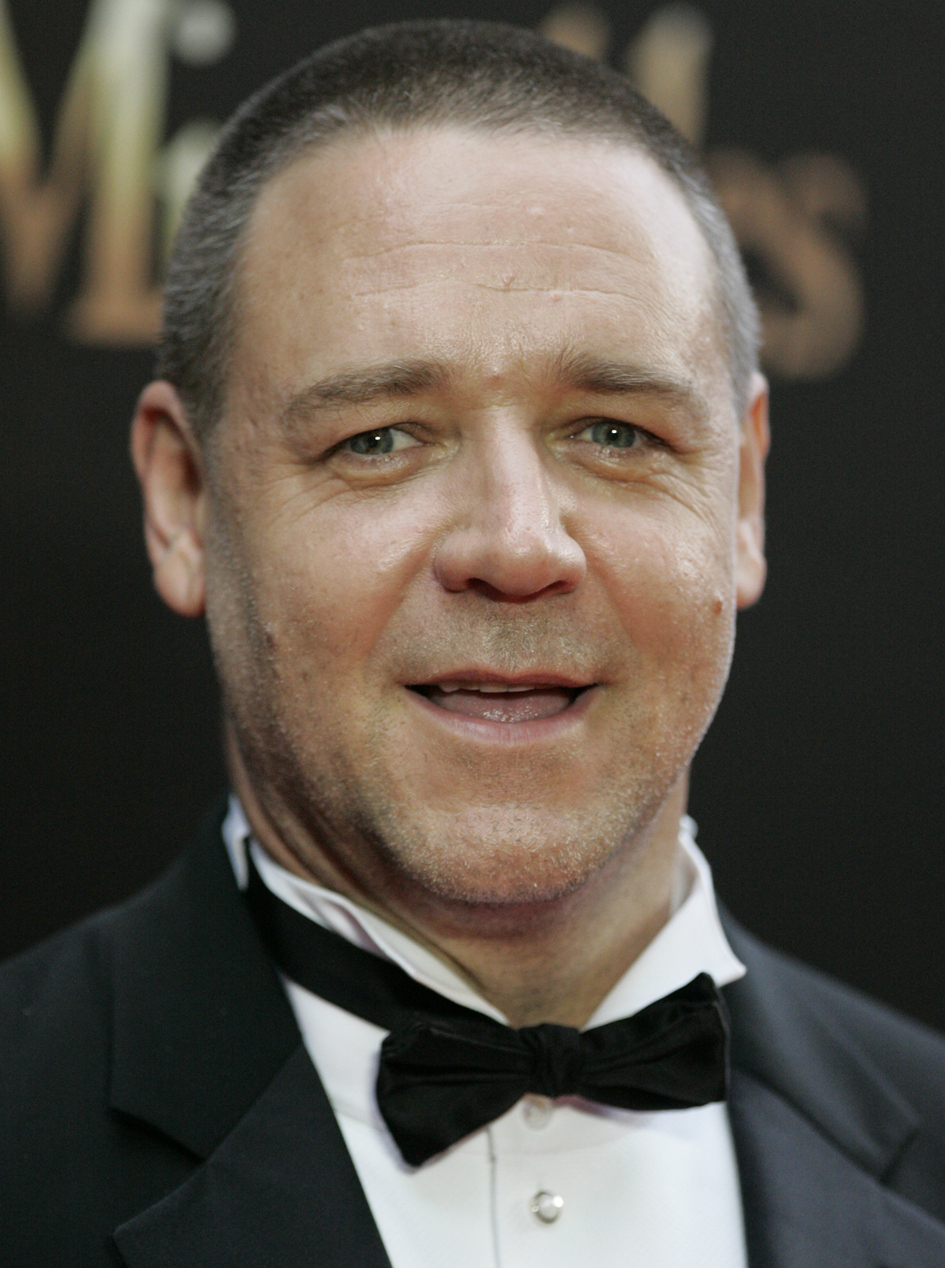
Russell Crowe (* 1964)

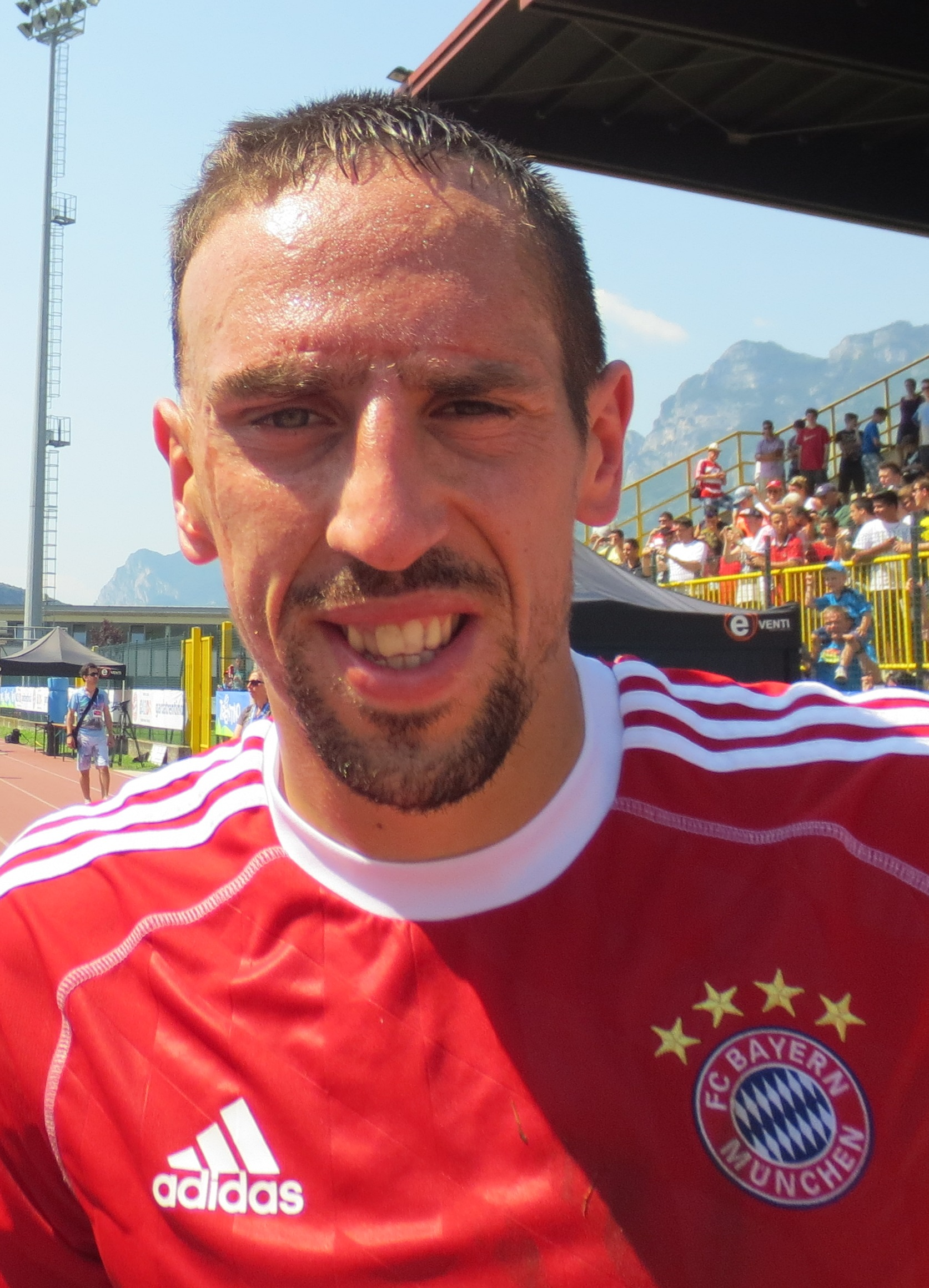
Franck Ribéry (* 1983)

- 1206 – Ota II. Bavorský, bavorský vévoda a rýnský falckrabě († 29. listopadu 1253)
- 1503 – Sofia Palaiologovna, byzantská princezna a ruská velkokněžna (* 1455)
- 1506 – František Xaverský, světec, zakladatel jezuitského řádu († 3. prosince 1552)
- 1613 – Gerrit Dou, nizozemský malíř († 9. února 1675)
- 1629 – Juan José de Austria, levoboček španělského krále Filipa IV. a nizozemský místodržitel († 17. září 1679)
- 1640 – Ludmilla Elisabeth von Schwarzburg-Rudolstadt, německá básnířka († 12. března 1672)
- 1644 – François de Neufville de Villeroy, maršál Francie († 18. července 1730)
- 1652 – Klement XII., papež († 6. února 1740)
- 1713 – Nicola Sala, italský hudební skladatel a pedagog († 31. srpna 1801)
- 1727 – Michel Adanson, francouzský etnolog a přírodovědec († 3. srpna 1806)
- 1755 – Donatien Rochambeau, francouzský generál († 20. října 1813)
- 1770 – William Wordsworth, anglický básník († 23. dubna 1850)
- 1772 – Charles Fourier, francouzský utopický socialista († 10. října 1837)
- 1780 – Jørgen Jørgensen, dánský korzár († 20. ledna 1841)
- 1781 – Francis Leggatt Chantrey, anglický sochař († 25. října 1841)
- 1786 – William R. King, americký politik († 18. dubna 1853)
- 1820 – György Klapka, maďarský armádní generál a politik († 17. května 1892)
- 1836 – Thomas Hill Green, anglický filozof († 26. března 1882)
- 1841 – Alfred Cogniaux, belgický botanik († 15. dubna 1916)
- 1844 – André Laurie, francouzský spisovatel († 9. dubna 1909)
- 1847 – Jens Peter Jacobsen, dánský spisovatel, básník a přírodovědec († 30. dubna 1885)
- 1853
  - Martial Caillebotte, francouzský fotograf, skladatel a filatelista († 16. ledna 1910)
  - Leopold, vévoda z Albany, syn britské královny Viktorie († 27. března 1884)
- 1866 – Erik Ivar Fredholm, švédský matematik († 17. srpna 1927)
- 1879 – Angelo Dibona, italský horolezec a horský vůdce († 21. dubna 1956)
- 1880 – Otto Prutscher, rakouský designér a architekt († 15. února 1949)
- 1881 – Daisy Ashfordová, anglická spisovatelka († 15. ledna 1972)
- 1882 – Kurt von Schleicher, poslední říšský kancléř Výmarské republiky († 30. června 1934)
- 1883 – Gino Severini, italský malíř († 26. února 1966)
- 1884 – Bronisław Malinowski, polský a britský antropolog, sociolog a etnograf († 16. května 1942)
- 1887 – Charles Seymour Wright, kanadský fyzik, voják a polárník († 1. listopadu 1975)
- 1889 – Gabriela Mistralová, chilská básnířka († 10. ledna 1957)
- 1891 – Eino Leino, finský zápasník, olympijský vítěz († 30. listopadu 1986)
- 1893 – Allen Dulles, ředitel americké CIA († 29. ledna 1969)
- 1897 – Erich Loewenhardt, německý stíhací pilot († 10. srpna 1918)
- 1902
  - Herbert Kenneth Airy Shaw, anglický botanik († 1985)
  - Kustaa Pihlajamäki, finský zápasník, olympijský vítěz († 10. února 1944)
- 1903 – Willi Forst, rakouský herec, zpěvák, režisér a scenárista († 11. srpna 1980)
- 1911 – Hervé Bazin, francouzský spisovatel († 17. února 1996)
- 1913
  - Georgij Jefimovič Peredělskij, sovětský maršál († 21. listopadu 1987)
  - Sven Rosendahl, švédský spisovatel († 8. září 1990)
- 1915
  - Henry Kuttner, americký spisovatel science fiction († 4. února 1958)
  - Billie Holiday, americká jazzová zpěvačka († 17. července 1959)
- 1916 – Bianchi Anderloni, italský automobilový designér a podnikatel († 7. srpna 2003)
- 1920 – Ravi Šankar, indický skladatel a hráč na sitár († 11. prosince 2012)
- 1924 – Johannes Mario Simmel, rakouský spisovatel († 1. ledna 2009)
- 1927 – Babatunde Olatunji, nigerijský hudebník († 6. dubna 2003)
- 1928
  - Alan Pakula, americký filmový scenárista, režisér a producent († 19. listopadu 1998)
  - James Garner, americký herec († 19. července 2014)
- 1931
  - Donald Barthelme, americký spisovatel († 23. července 1989)
  - Tony Conran, velšský básník a překladatel († 14. ledna 2013)
- 1933 – Wayne Rogers, americký herec († 31. prosince 2015)
- 1934 – Victor Feldman, britský jazzový klavírista a bubeník († 12. května 1987)
- 1935 – Bobby Bare, americký country zpěvák a skladatel
- 1936
  - Wilhelm Przeczek, polský učitel, básník, spisovatel a aktivista († 10. července 2006)
  - Jean Flori, francouzský historik († 18. dubna 2018)
  - Alžběta Jugoslávská, členka dynastie Karađorđevićů, politička a aktivistka za lidská práva
- 1938
  - Pete La Roca, americký jazzový bubeník († 20. listopadu 2012)
  - Spencer Dryden, americký bubeník († 11. ledna 2005)
  - Freddie Hubbard, americký jazzový trumpetista († 29. prosince 2008)
- 1939 – Francis Ford Coppola, americký filmový scenárista, režisér a producent
- 1941 – Gorden Kaye, britský herec († 23. ledna 2017)
- 1942
  - Gualtiero Bassetti, italský kardinál
  - Sione Mafi Pahulu, tonžský ragbista († 2011)
- 1943 – Mick Abrahams, anglický kytarista
- 1944
  - Makoto Kobajaši, japonský fyzik, Nobelova cena 2008
  - Gerhard Schröder, spolkový kancléř Spolkové republiky Německo
- 1946
  - Stan Winston, americký specialista na filmové efekty († 15. června 2008)
  - Colette Bessonová, francouzská olympijská vítězka v běhu na 400m († 9. srpna 2005)
- 1947
  - Florian Schneider, německý hráč na syntezátory a skladatel († 21. dubna 2020)
  - Charles Pitts, americký kytarista a zpěvák († 1. května 2012)
  - Gennadij Modestovič Michasievič, sovětský sériový vrah († 1987 či 1988)
- 1948
  - Pietro Anastasi, italský fotbalista (†17. ledna 2020)
  - Arnie Robinson, americký atlet, olympijský vítěz ve skoku do dálky († 1. prosince 2020)
  - Dallas Taylor, americký bubeník († 18. ledna 2015)
- 1950 – Anton Lauček, slovenský spisovatel
- 1954 – Jackie Chan, hongkongsko-americký herec a kung-fu bojovník
- 1959 – Milan Vranka, slovenský sportovní novinář, publicista a spisovatel
- 1961 – Troels Rasmussen, dánský fotbalový brankář
- 1964 – Russell Crowe, australský herec
- 1963
  - Jaime de Marichalar, španělský obchodník
  - Dave Johnson, americký desetibojař a pedagog
- 1966 – Michela Figiniová, švýcarská alpská lyžařka
- 1971 – Guillaume Depardieu, francouzský herec († 13. října 2008)
- 1975 – John Cooper, americký zpěvák a frontman kapely Skillet
- 1976 – Radoslav Suchý, slovenský hokejista
- 1977 – Karin Haydu, slovenská herečka
- 1978 – Marius Tincu, rumunský ragbista
- 1979 – Nicole Fiorentino, americká baskytaristka
- 1980 – Ján Tabaček, slovenský hokejista
- 1982 – Agata Mróz-Olszewska, polská volejbalistka († 4. června 2008)
- 1986 – Christian Fuchs, rakouský fotbalista
- 1988 – Pere Riba, španělský tenista
- 1989 – Čung Čchi-sin, čínský sportovní lezec
- 1990
  - Sorana Cîrsteaová, rumunská tenistka
  - Bundee Aki, irský ragbista
- 1991 – Anne-Marie, anglická zpěvačka a textařka
- 1997 – Oliver Burke, skotský fotbalista

## Úmrtí
Automatický abecedně řazený seznam viz Kategorie:Úmrtí 7. dubna

### Česko

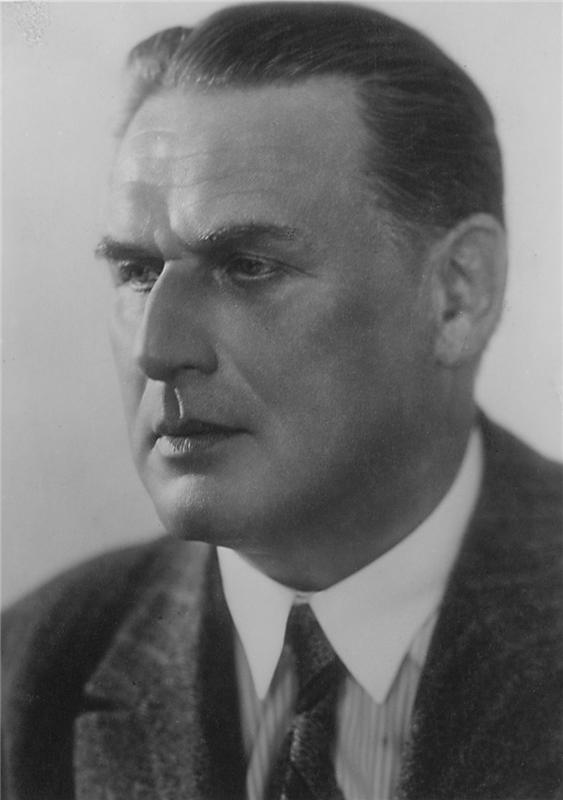
Václav Vydra († 1953)

- 1630 – Jindřich Jiří Smiřický ze Smiřic, český šlechtic (* 1592)
- 1783 – František Václav Habermann, hudební skladatel a pedagog (* 20. září 1706)
- 1886 – Alois Anderka, druhý starosta Moravské Ostravy (* 25. června 1825)
- 1890 – Václav Munzar, poslanec Českého zemského sněmu, starosta Lázní Bělohrad (* 17. dubna 1837)
- 1926 – František Malinský, podnikatel, politik a poslanec (* 30. listopadu 1850)
- 1930 – Edmund Palkovský, vlastenec, právník a podnikatel (* 18. října 1858)
- 1935 – Rudolf Jaroš, politik (* 15. ledna 1869)
- 1938 – Pavel Julius Vychodil, katolický kněz, spisovatel a překladatel (* 18. dubna 1862)
- 1939 – Karel Špillar, malíř a grafik (* 21. listopadu 1871)
- 1940 – Karel Trapl, ministr financí (* 31. srpna 1881)
- 1943 – Jaroslav Havlíček, spisovatel (* 3. února 1896)
- 1952 – Emil Hlavica, sochař, malíř, grafik a ilustrátor (* 28. dubna 1887)
- 1953 – Václav Vydra starší, herec a režisér (* 29. dubna 1876)
- 1962 – Jaroslav Durych, prozaik (* 2. prosince 1886)
- 1966 – Bohumil Němec, botanik, rektor University Karlovy a politik (* 12. března 1873)
- 1970 – Václav Richter, historik a teoretik umění (* 30. srpna 1900)
- 1975 – Josef Těšínský, zpravodajský důstojník a pobočník velitele u 310. československé stíhací peruť RAF (* 28. ledna 1916)
- 1980 – Jaroslav Průšek, sinolog (* 14. září 1906)
- 1982 – Zdeněk Šavrda, herec (* 22. září 1907)
- 1989 – Theodor Martinec, mikrobiolog, rektor Masarykovy univerzity Brno (* 13. listopadu 1909)
- 1999 – Ivan Diviš, básník a esejista (* 18. září 1924)
- 2001 – Josef Filipec, jazykovědec, lexikograf (* 21. února 1915)
- 2004 – Miroslav Roudný, jazykovědec (* 10. ledna 1919)
- 2006 – Eduard Landa, malíř regionu Podorlicka (* 14. března 1926)
- 2010 – Jiří Bureš, duchovní církve československé husitské a politik (* 25. listopadu 1944)
- 2011 – Blažena Holišová, herečka (* 11. července 1930)
- 2013 – Stanislav Hranický, heavymetalový zpěvák (* 6. června 1951)
- 2020 – Jan Křen, historik (* 22. srpna 1930)
- 2022 – Josef Alois Náhlovský, komik a pedagog (* 15. prosince 1949)
- 2024 – Jaroslav Bašta, archeolog, diplomat a politik (* 15. května 1948)

### Svět

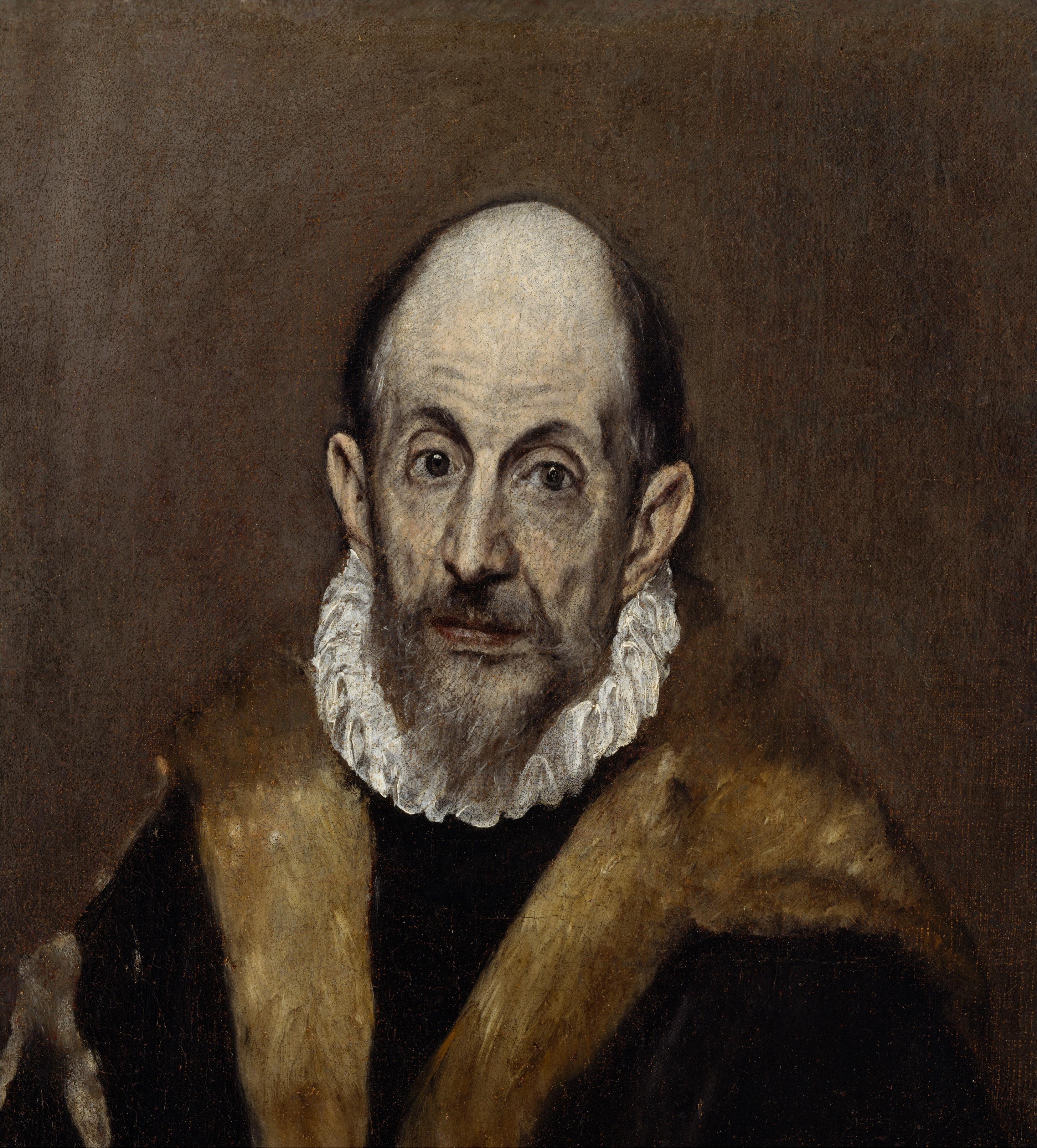
El Greco († 1614)

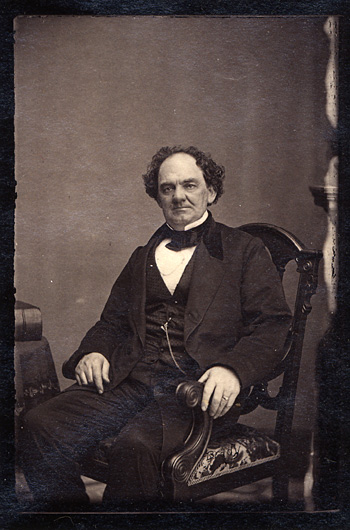
Phineas Taylor Barnum († 1891)

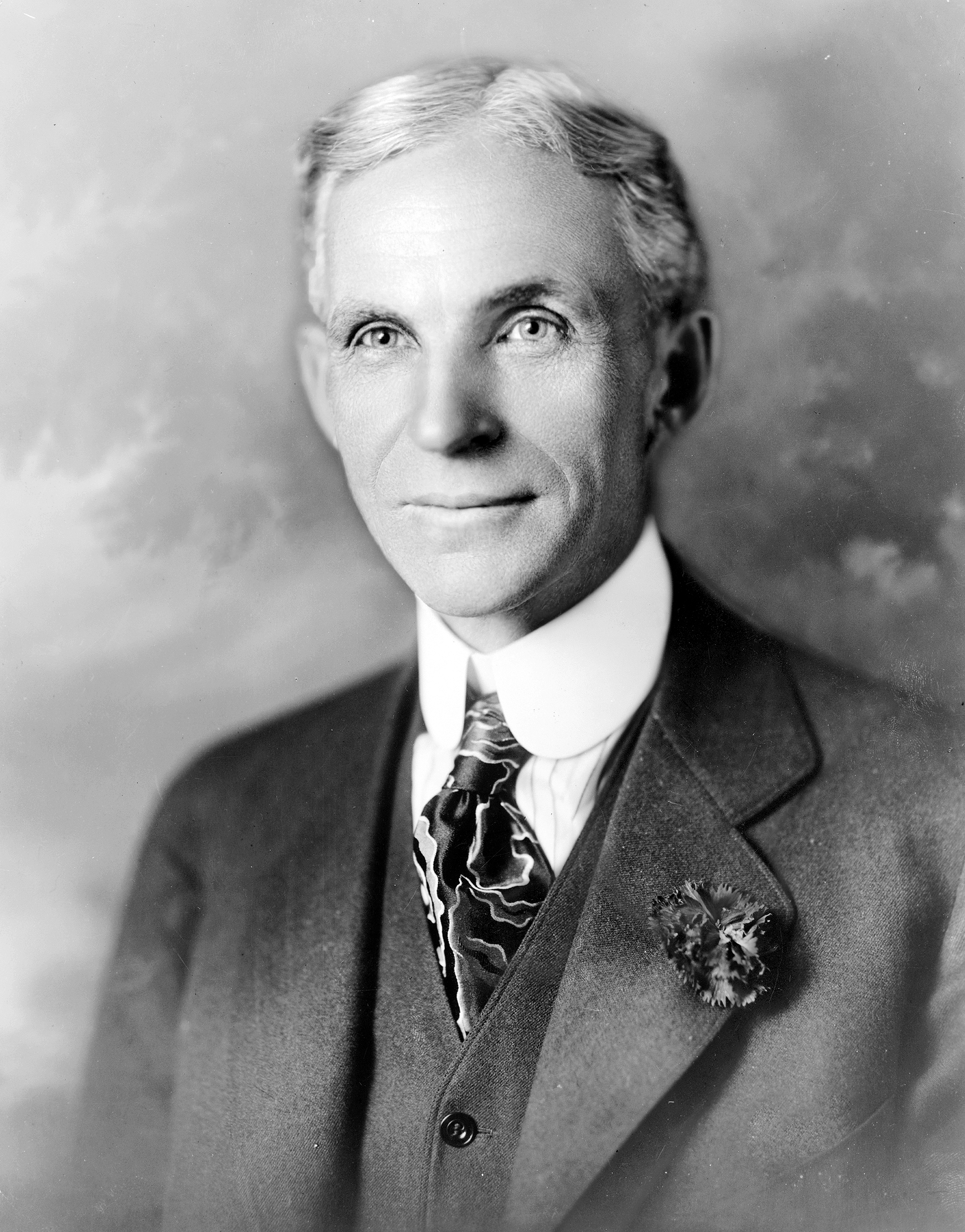
Henry Ford († 1947)

- 0924 – Berengar I., furlanský markrabě a italský král (* kolem 850)
- 1297 – Siegfried II. z Westerburku, kolínský arcibiskup
- 1340 – Jiří II. Trojdenovič, kníže mazovský (* 1308)
- 1498 – Karel VIII., francouzský král (* 30. června 1470)
- 1609 – Tiburzio Vergelli, italský sochař (* 1551)
- 1614 – El Greco, malíř, sochař a architekt řeckého původu (* 1541)
- 1644 – Carlo Carafa, papežský diplomat a spisovatel (* 1584)
- 1651 – Lennart Torstenson, švédský maršál (* 17. srpna 1603)
- 1719 – Svatý Jan Křtitel de la Salle, kněz a reformátor školství (* 30. dubna 1651)
- 1724 – Robert Allason, anglický obchodník, zakladatel manufaktury v Rumburku (* ? ?)
- 1733 – Filip Ludvík, francouzský princ a druhý syn francouzského krále Ludvíka XV. (* 30. srpna 1730)
- 1736 – Samuel Timon, uherský polyhistor a pedagog slovenského původu (* 20. července 1675)
- 1747 – Leopold I. Anhaltsko-Desavský, askánský německý princ a vládce knížectví Anhalt-Dessau (* 3. července 1676)
- 1780 – Jørgen Jørgensen, dánský korzár († 20. ledna 1841)
- 1789 – Abdulhamid I., osmanský sultán (* 20. března 1725)
- 1803 – Toussaint Louverture, haitský černošský vojevůdce a revolucionář (* 20. května 1743)
- 1811 – Dositej Obradović, srbský osvícenec, reformátor a spisovatel (* 17. února 1742)
- 1816 – Marie Ludovika Beatrix z Modeny, třetí manželka rakouského císaře Františka I. (* 14. prosince 1787)
- 1823 – Jacques Charles, francouzský vynálezce, vědec, matematik (* 12. listopadu 1746)
- 1836 – William Godwin, anglický novinář, spisovatel a filosof (* 3. března 1756)
- 1845 – Julie Clary, manželka Josefa Bonaparta, španělská královna (* 26. prosince 1771)
- 1850 – William Lisle Bowles, anglický básník a kritik (* 24. září 1762)
- 1858 – Anton Diabelli, rakouský skladatel a hudební nakladatel (* 6. září 1781)
- 1859 – René Théodore Berthon, francouzský malíř (* 17. července 1776)
- 1865 – Karel František z Lichtenštejna, rakouský šlechtic a generál (* 23. října 1790)
- 1870 – Claude Félix Abel Niépce de Saint-Victor, francouzský vynálezce v oboru fotografie (* 26. července 1805)
- 1871 – Wilhelm von Tegetthoff, rakouský admirál (* 23. prosince 1827)
- 1877 – Fernán Caballero, španělská spisovatelka (* 24. prosince 1796)
- 1891 – Phineas Taylor Barnum, americký podnikatel a zakladatel cirkusu (* 5. července 1810)
- 1895 – Vilém Albrecht Montenuovo, italský princ a generálporučík rakouského císařství (* 8. srpna 1819)
- 1898 – Georg Dragendorff, německý chemik a profesor farmacie (* 8. dubna 1836)
- 1900 – Frederic Edwin Church, americký malíř (* 4. května 1826)
- 1918 – Albert Hauck, německý luteránský teolog a církevní historik (* 9. prosince 1845)
- 1928 – Alexandr Alexandrovič Bogdanov, ruský bolševický filozof, ekonom a spisovatel (* 22. srpna 1873)
- 1929 – Édouard Schuré, francouzský spisovatel, filozof a muzikolog (* 21. ledna 1841)
- 1933
  - Karel Štěpán Rakousko-Těšínský, rakouský arcivévoda a admirál (* 5. září 1860)
  - Raymond Paley, anglický matematik (* 7. ledna 1907)
- 1934 – Heinz Prüfer, německý matematik (* 10. listopadu 1896)
- 1939 – Mary Steen, dánská fotografka (* 28. října 1856)
- 1943
  - Jovan Dučić, srbský básník (* 17. února 1874)
  - Alexandre Millerand, francouzský politik (* 10. února 1859)
  - Jakub Bojko, polský spisovatel a politik (* 6. července 1857)
- 1945
  - Kósaku Ariga, admirál japonského císařského námořnictva (* 21. srpna 1897)
  - Seiiči Itó, japonský admirál (* 26. července 1890)
  - Hisao Kotaki, důstojník japonského císařského námořnictva (* 7. listopadu 1901)
- 1947 – Henry Ford, americký průmyslník (* 30. července 1863)
- 1951 – Sergej Vojcechovský, československý generál ruského původu (* 28. října 1883)
- 1961
  - Jesús Guridi, španělský baskický hudební skladatel (* 25. září 1886)
  - Vanessa Bell, britská malířka (* 30. května 1879)
- 1964 – Konštantín Čulen, slovenský politik, novinář a historik (* 26. února 1904)
- 1968 – Jim Clark, skotský pilot Formule 1 (* 4. března 1936)
- 1969 – Rómulo Gallegos, venezuelský spisovatel a politik (* 2. srpna 1884)
- 1972 – Rudolf Quoika, muzikolog (* 6. května 1897)
- 1976 – Jimmy Garrison, americký jazzový kontrabasista (* 3. března 1934)
- 1985 – Carl Schmitt, německý právní a politický teoretik (* 11. července 1888)
- 1986
  - Leonid Kantorovič, sovětský matematik a ekonom, Nobelova cena za ekonomii 1975 (* 19. ledna 1912)
  - Rudolf Dilong, slovenský kněz a spisovatel (* 1. srpna 1905)
- 1988 – Hamdija Pozderac, prezident Jugoslávie (* 15. ledna 1924)
- 1990
  - Anatolij Garanin, sovětský novinářský fotograf (* 10. června 1912)
  - Ronald Evans, americký vojenský letec a astronaut z Apolla 17 (* 10. listopadu 1933)
- 1993 – Willi Meinck, německý spisovatel (* 1. dubna 1914)
- 1994
  - Golo Mann, německý historik a esejista (* 27. března 1909)
  - Agathe Uwilingiyimana, premiérka Rwandy (* 23. května 1953)
- 2002 – John Agar, americký herec (* 31. ledna 1921)
- 2003 – Ferdinand Seibt, německý historik českého původu (* 9. května 1927)
- 2004 – Enrico Ameri, italský novinář (* 15. dubna 1926)
- 2008 – Freddie Hubbard, americký jazzový trumpetista (* 7. dubna 1938)
- 2009
  - Jack Wrangler, americký pornoherec a režisér (* 11. července 1946)
  - Stanley Jaki, římskokatolický kněz, historik vědy a profesor fyziky maďarského původu (* 17. srpna 1924)
- 2012 – Mike Wallace, americký žurnalista, herec a moderátor (* 9. května 1918)
- 2013 – Dwike Mitchell, americký klavírista (* 14. února 1930)
- 2014 – Peaches Geldof, anglická televizní moderátorka, modelka a novinářka (* 13. března 1989)
- 2015 – Kardam Bulharský, syn bývalého bulharského cara Simeona II. (* 2. prosince 1962)
- 2018 – Peter Grünberg, německý fyzik, nositel Nobelovy ceny(* 18. května 1939)
- 2019 – Seymour Cassel, americký herec (* 22. ledna 1935)
- 2020 – Hal Willner,  americký hudební producent († 6. dubna 1956)
- 2023 – Benjamin Ferencz, americký právník (* 11. března 1920)

## Svátky

### Česko
- Významný den: Den vzdělanosti
- Heřman, Hermína
- Afra
- Armand, Armin
- Lotar, Lothar
- Zoltán

### Svět
- Světový den zdraví
- Slovensko: Zoltán
- Arménie: Zvěstování
- Švýcarsko: Glarius Festival (je-li čtvrtek)
- Jugoslávie: Den republiky

### Liturgický kalendář
- Svatý Anaklét, třetí papež římskokatolické církve
- Sv. Jan Křtitel de la Salle

(podle starého juliánského kalendáře):
- Zvěstování přesvaté Bohorodice; veliký svátek (z dvanáctera)
- Sv. Prokop Sázavský († 1053)